# Fi Phoenicis
Fi Phoenicis (φ Phoenicis, förkortat Fi Phe, φ Phe)  som är stjärnans Bayerbeteckning, är en dubbelstjärna belägen i den nordöstra delen av stjärnbilden Fenix. Den har en skenbar magnitud på 5,12 och är svagt synlig för blotta ögat där ljusföroreningar ej förekommer. Baserat på parallaxmätning inom Hipparcosuppdraget på ca 10,6 mas, beräknas den befinna sig på ett avstånd på ca 310 ljusår (ca 94 parsek) från solen. 

## Egenskaper
Primärstjärnan Fi Phoenicis A är en blå till vit stjärna i huvudserien av spektralklass B9 V. Den har en massa som är ca 2,9 gånger större än solens massa, en radie som är ca 9,5 gånger större än solens och utsänder från dess fotosfär ca 95 gånger mera energi än solen vid en effektiv temperatur på ca 10 600 K. Den är kemiskt sett en ovanlig stjärna känd som en HgMn-stjärna, vilket innebär att den visar överskott av vissa element, såsom kvicksilver och mangan, och underskott av andra såsom helium, kobolt med flera.
Elementens överskott fördelas inhomogent över primärstjärnans yta. I synnerhet bildar stjärnan fläckar med större eller mindre överskott av yttrium, strontium, titan och krom. Stjärnan kan visa magnetfältsvariationer som är korrelerade med dessa fläckar, även om detta är omtvistat. Fördelningen varierar på månads- eller årsbasis. Genom att observera fläckarna har det beräknats en rotationsperiod på 9,5 dygn, tillsammans med bevis för "väldigt svag" skillnad i rotation. Rotationspolen är lutad mot siktlinjen med en vinkel på ca 53°.
Fi Phoenicis är en enkelsidig spektroskopisk dubbelstjärna med en omloppsperiod på tre år och en stor excentricitet på 0,6. Systemets radiella hastighetsvariation observerades av Campbell & Moore (1928), även om komponenterna inte identifierades förrän av Leone & Catanzard (1999). Data från Hipparcossatelliten verkade visa att den var en trippelstjärna, men efterföljande observationer har inte bekräftat detta. Rotationsplanet lutar 93° mot siktlinjen, vilket kan betyda att den är en förmörkelsevariabel.